# Kościół św. Wawrzyńca w Żółkiewce
Kościół Świętego Wawrzyńca – rzymskokatolicki kościół parafialny należący do dekanatu Turobin archidiecezji lubelskiej.
Jest to świątynia wzniesiona około 1770 roku z fundacji Tomasza Stamierowskiego, starosty krasnostawskiego, właściciela wsi. Konsekrowana została w 1781 roku. Kilkakrotnie była restaurowana. 
Kościół jest murowany, został wybudowany z kamienia i cegły, jego ściany są otynkowane. Został wzniesiony w stylu późnobarokowym, składa się z jednej nawy. Prezbiterium jest węższe i niższe, na planie prostokąta, przy nim od strony wschodniej i zachodniej są umieszczone dwie symetryczne, zakrystie na planie prostokąta. Chór muzyczny jest podparty trzema arkadami, powiększony został w 1937 roku. Budowla nakryta jest dachami dwuspadowymi, z wieżyczką na sygnaturkę nad nawą, zakrystie nakryte są dachami pulpitowymi, pokrytymi blachą.
We wnętrzu znajduje się polichromia w stylu późnobarokowym, wykonana w 1776 roku przez Gabriela Sławińskiego, kilkakrotnie ją uzupełniano i konserwowano. Chrzcielnica pochodzi z 2. połowy XVIII wieku, reprezentuje styl rokokowy, ozdobiona jest sceną chrztu Chrystusa w Jordanie, przemalowaną. Kamienna kropielnica pochodzi z XV wieku. Feretron pochodzi z 2. połowy XVIII wieku i posiada obrazy Matki Bożej z Dzieciątkiem i św. Mikołaja, reprezentuje styl rokokowy. Dwa portrety pastelowe pochodzą z 2. połowy XVIII wieku i przedstawiają Tomasza Stamierowskiego i jego żonę Annę. Krucyfiks pochodzi z XVIII wieku. Dwa krzyże procesyjne pochodzą z 2. połowy XVIII wieku i reprezentują styl rokokowy. Żyrandol z kryształami, został wykonany z mosiądzu w XIX wieku. Dwa kielichy pochodzą z XVIII i XIX wieku. Pięć ornatów pochodzi z XVIII wieku.